# دميتري شيبيلوف
دميتري تروفيموفيتش شيبيلوف ( الروسية: Дми́трий Трофи́мович Шепи́лов , دميتري تروفيموفيتش شيبيلوف ; ٥ نوفمبر ١٩٠٥م - ١٨ أغسطس ١٩٩٥م) كان دميتري اقتصاديًا ومحاميًا وسياسيًا سوفيتيًا، شغل منصب وزير الخارجية. انضم إلى المؤامرة الفاشلة للإطاحة بنيكيتا خروتشوف من السلطة عام 1957م، ووُجهت إليه تهمة الخيانة وأُقيل من السلطة. بعد سقوط خروتشوف، عاش حياة تقاعدية غامضة إلى حد كبير، بعد أن أُعيد تأهيله.

## بداية مسيرته المهنية
ولد دميتري شيبيلوف في عشق آباد (العاصمة الحالية لتركمانستان ) في منطقة بحر قزوين التابعة للإمبراطورية الروسية في عائلة من الطبقة العاملة من أصل روسي.  تخرج من كلية الحقوق بجامعة موسكو الحكومية عام 1926م وأُرسل للعمل في مدينة ياكوتسك ، حيث عمل نائبًا للمدعي العام ومدعيًا عامًا بالإنابة لمنطقة ياقوتيا. في الفترة من 1928م إلى 1929م عمل شيبيلوف كمساعد للمدعي العام الإقليمي في سمولينسك. في الفترة من 1931م إلى 1933م درس شيبيلوف في معهد الأساتذة الحمر  في موسكو بينما كان يعمل في الوقت نفسه «سكرتيرًا مسؤولاً» لمجلة On the Agrarian Front. بعد تخرجه في عام 1933م، عُيّن شيبيلوف رئيسًا للقسم السياسي في مزارع سفخوز. في عام 1935م عُيّن نائبًا لرئيس قطاع العلوم الزراعية في اللجنة المركزية للحزب الشيوعي في الاتحاد السوفيتي.
في عام ١٩٣٧، حصل شيبيلوف على درجة الدكتوراه في العلوم ، وعُيّن السكرتير العلمي لمعهد الاقتصاد التابع للأكاديمية السوفيتية للعلوم. كما درّس الاقتصاد في كليات موسكو بين عامي ١٩٣٧م و ١٩٤١م.
بعد بدء عملية بربروسا بفترة وجيزة، انضم شيبيلوف إلى ميليشيا الشعب السوفيتي ( نارودنوي أوبولشيني ) في يوليو 1941م، وكان مفوضًا سياسيًا لفرعها في موسكو خلال معركة موسكو في عامي 1941م و1942م. وفي عامي 1942م و 1943م، كان المفوض السياسي لجيش الحرس الثالث والعشرين.[بحاجة لمصدر] وفي عامي 1944 و 1946م من جيش الحرس الرابع ، أنهى الحرب برتبة لواء. بين مايو/أيار ١٩٤٥م وفبراير/شباط ١٩٤٦م، كان شيبيلوف أحد كبار المسؤولين السوفيت في فيينا خلال المراحل الأولى من السيطرة السوفيتية للأجزاء الشرقية من النمسا.

## بعد الحرب
في فبراير 1946م، عُيّن شيبيلوف نائبًا لرئيس قسم الدعاية والتحريض في المديرية السياسية الرئيسية للجيش السوفيتي. وفي 2 أغسطس 1946م، أصبح رئيسًا لقسم الدعاية في صحيفة «برافدا» ، وهي الصحيفة الرئيسية للحزب الشيوعي.
في منتصف عام ١٩٤٧م، تعرّض رئيس قسم الدعاية والتحريض في اللجنة المركزية للحزب الشيوعي ، جورجي ألكسندروف، ونوابه لانتقادات عامة لتقصيرهم في مناصبهم، فعُزلوا من مناصبهم. عُيّن شيبيلوف نائبًا لرئيس القسم في ١٨ سبتمبر ١٩٤٧م. ونظرًا لأن رئيس القسم الجديد، ميخائيل سوسلوف، كان مسؤولًا عن مسؤوليات أخرى، فقد سيطر شيبيلوف سيطرة شبه كاملة على العمليات اليومية للقسم.
أثناء وجوده في موسكو، أصبح شيبيلوف -الذي اشتهر بذاكرته شبه التصويرية وسعة اطلاعه وسلوكه المهذب (يُقال إنه كان يستطيع غناء أوبرا تشايكوفسكي ملكة البستوني كاملة من الذاكرة)  - خبيرًا في الأيديولوجية الشيوعية وتلميذًا لرئيس الأيديولوجية الشيوعية في عهد جوزيف ستالين أندريه جدانوف.  كانت إحدى مهامه الأولى مساعدة جدانوف في تأديب أعظم ملحنين على قيد الحياة في الاتحاد السوفيتي، دميتري شوستاكوفيتش وسيرجي بروكوفييف. اختار السيمفونيتين الثامنة والتاسعة لشوستاكوفيتش وأوبرا الحرب والسلام لبروكوفييف كأسوأ الأمثلة على ما كان خطأ في الموسيقى السوفيتية.
وضع تعيين يوري جدانوف ، نجل أندريه جدانوف، لقيادة قطاع العلوم بإدارة الدعاية في الأول من ديسمبر عام 1947م، شيبيلوف في موقف حساس للإشراف على ابن راعيه. وقد أصبح الوضع أكثر حساسية بسبب حقيقة أن يوري جدانوف كان قد تزوج للتو من سفيتلانا ابنة جوزيف ستالين وحقيقة أن أندريه جدانوف، أقرب مستشاري ستالين في ذلك الوقت، كان لديه العديد من الأعداء في القيادة السوفيتية. عندما وافق شيبيلوف في أبريل عام 1948م على خطاب يوري جدانوف الذي انتقد عالم الأحياء السوفيتي والمفضل لدى ستالين تروفيم ليسينكو ، بدأ ذلك معركة سياسية حادة بين أندريه جدانوف من جهة ومنافسيه الذين كانوا يستخدمون الحلقة لتشويه سمعة جدانوف. 
في 1 يوليو 1948م، تولى جورجي مالينكوف ، المنافس الرئيسي لزيدانوف، منصب سكرتارية الحزب الشيوعي بينما أُرسل جدانوف في إجازة لمدة شهرين، حيث توفي. ومع ذلك، لم ينجُ شيبيلوف من هذا التغيير في القمة فحسب، بل حسّن منصبه أيضًا وعُيّن رئيسًا لقسم الدعاية والتحريض في 10 يوليو 1948م. كما نجا من الجولة التالية من الصراع داخل الحزب المرتبط بإزالة وإعدام عضو المكتب السياسي نيكولاي فوزنيسينسكي. ومع ذلك، في 14 يوليو 1949م، انتقدته اللجنة المركزية للسماح لمجلة الحزب النظرية الرئيسية «البلشفية» بنشر كتاب فوزنيسينسكي عن الاقتصاد عندما كان فوزنيسينسكي لا يزال في السلطة.
في عام 1952م، كلف ستالين شيبيلوف بكتابة كتاب اقتصادي سوفيتي جديد يعتمد على أطروحة ستالين المنشورة مؤخرًا بعنوان «المشاكل الاقتصادية للاشتراكية في الاتحاد السوفييتي» . وفي 18 نوفمبر 1952م، بعد المؤتمر التاسع عشر للحزب الشيوعي، عُيّن شيبيلوف رئيسًا لتحرير صحيفة برافدا . 